# Берберська латинка
Берберський латинський алфавіт (бербер. Agemmay Amaziɣ Alatin) — це версія латинського алфавіту, що використовується для написання берберських мов. Його прийняли в 19 столітті, використовуючи різновиди літер.

## Історія
Спочатку берберські мови були написані з використанням давньої лібіко-берберської писемности, а потім століттями пізніше туарезька тифінагська писемність у мовах туарезьких мов, сучасним розвитком якої є неотифінський алфавіт / абджад.
Використання латинської писемности для берберського коріння сягає європейських (французьких та італійських) колоніальних експедицій до Північної Африки.  Словники та глосарії, написані латинськими літерами, упорядковані в алфавітному порядку за європейською орфографією (переважно французькою), почали з’являтися в друці в 19 столітті, вони були призначені для колоніальної адміністрації, торговців та військових офіцерів.  З приходом лінгвістів, що спеціалізуються на семітських мовах, виникла система, заснована на конвенціях семітської романізації  використовувались діакритика, а словникові записи тепер упорядковувалися за корінням. З тих пір ця система стала найпоширенішим способом транскрипції берберської мови в наукових документах та літературі. 
З 19 століття використовувались різні стандарти письма, деякі - фонетично орієнтовані, інші - фонологічно. Хоча мови туарегів використовують фонетично орієнтовану транскрипцію, північні берберські мови використовують, з іншого боку, змішану транскрипцію, остання рекомендована французьким інститутом мов INALCO і була прийнята HCA в Алжирі та IRCAM в Марокко (хоча в Неотіфінагу). 

## Північно-берберський латинський алфавіт
Берберський латинський алфавіт північно-берберського зазвичай складається з 34 літер:
- 23 стандартні латинські літери, всі знайдені в англійському алфавіті, за винятком O, P та V. Однак ці три також використовуються деякими в сучасних берберських текстах.
- 11 додаткових модифікованих латинських літер: Č Ḍ Ɛ Ǧ Ɣ Ḥ Ř Ṛ Ṣ Ṭ Ẓ.
- Знак лабіалізації "ʷ" додається до деяких літер в деяких берберських діалектах, утворюючи: bʷ, gʷ, ɣʷ, kʷ, mʷ, nʷ, qʷ та xʷ. Однак вони зазвичай не розглядаються як самостійні літери берберського латинського алфавіту.

У північно-берберських текстах іноземні слова та імена пишуться в оригінальній формі, навіть якщо вони містять літери: O, P, V або будь-яку іншу неберберську букву (наприклад: Ü, ẞ, Å,... ). За даними SIL, буква Р використовується в Кабіле. 

## Берберський латинський алфавіт і берберський алфавіт Тіфінаха
У наступній таблиці наведено північно-берберський латинський алфавіт із його неотифінагським  та арабським еквівалентами:
| Berber-Latin | Berber-Latin | IRCAM's Tifinagh equivalent | Arabic equivalent | IPA equivalent | Similar sound in other languages |
| ------------ | ------------ | --------------------------- | ----------------- | -------------- | --- |
| 1            | A a          | ⴰ                           | أ / ا / َ          | æ              | By default like English a in "map". When there is an emphatic Berber consonant then the Berber "a" is pronounced like the English a in "car". |
| 2            | B b          | ⴱ                           | ب                 | b or β         | English b or a soft Spanish b / v |
| 3            | C c          | ⵛ                           | ش                 | ʃ              | English sh in "ship" |
| 4            | Č č (tc)     | ⵞ                           | تش                | t͡ʃ             | English ch in "China" |
| 5            | D d          | ⴷ                           | د / ذ             | d or ð         | English d as well as English th in "this" |
| 6            | Ḍ ḍ          | ⴹ                           | ض / ظ             | ðˤ             | Thick English d in "dork" or "door". Emphatic d                                                                                               |
| 7            | E e          | ⴻ                           | none              | ə              | American e in "hammer" or English unstressed a in "attack".                                                                                   |
| 8            | Ɛ ɛ          | ⵄ                           | ع                 | ʕ              | <i id="mwAUc">‘ayn</i> (voiced equivalent of ḥ, similar to English onomatopoeia for retching)                                                 |
| 9            | F f          | ⴼ                           | ف                 | f              | English f |
| 10           | G g          | ⴳ                           | (گ)               | ɡ              | English g in "gate" or "gold" |
| 11           | Ǧ ǧ (dj)     | ⴵ                           | ج                 | d͡ʒ             | English j in "joke" or English g in "George"                                                                                                  |
| 12           | Ɣ ɣ (gh)     | ⵖ                           | غ                 | ɣ~ʁ            | ِlike French / German r or between this sound and Spanish intervocalic g                                                                       |
| 13           | H h          | ⵀ                           | هـ                | h              | Strong English h in "hello" or "hold" |
| 14           | Ḥ ḥ          | ⵃ                           | ح                 | ħ              | Arabic ḥ in Muḥammad (stronger than h, similar to English onomatopoeia for being cold)                                                        |
| 15           | I i          | ⵉ                           | ي / ِ              | i              | English ee like in "sheet" or English i in "hidden".                                                                                          |
| 16           | J j          | ⵊ                           | (ج)               | ʒ              | English s in "measure" or "television", or English j in "déjà-vu".                                                                            |
| 17           | K k          | ⴽ                           | (ک)               | k              | English k |
| 18           | L l          | ⵍ                           | ل                 | l or ɫ         | usually British English clear L in "light" (as in French, Spanish, German)                                                                    |
| 19           | M m          | ⵎ                           | م                 | m              | English m |
| 20           | N n          | ⵏ                           | ن                 | n              | English n |
| 21           | Q q          | ⵇ                           | ق                 | q, qʷ or ɢ     | like k, but deeper in the throat |
| 22           | R r          | ⵔ                           | ر                 | r, rˤ          | Spanish or Italian r |
| 23           | Ř ř          | ⵔ                           | ر                 | ɺ              | Soft Italian/Spanish r, but even softer, almost l                                                                                             |
| 24           | Ṛ ṛ          | ⵕ                           | ر                 | rˤ             | Thick emphatic Spanish r |
| 25           | S s          | ⵙ                           | س                 | s              | English s in "seed" |
| 26           | Ṣ ṣ          | ⵚ                           | ص                 | sˤ             | Thick English s as in "sold". Emphatic s |
| 27           | T t          | ⵜ                           | ت / ث             | t or θ         | English t in "tea", as well as English th in "thought"                                                                                        |
| 28           | Ṭ ṭ          | ⵟ                           | ط                 | tˤ             | Thick English "t" in "toll". Emphatic t |
| 29           | U u          | ⵓ                           | و / ُ              | ʊ              | English u in "put" or "rule" |
| 30           | W w          | ⵡ                           | وْ                 | w              | English w |
| 31           | X x          | ⵅ                           | خ                 | x~χ            | German / Dutch ch in "Nacht", European Spanish j                                                                                              |
| 32           | Y y          | ⵢ                           | يْ                 | j              | English y in "yes" or "yard" |
| 33           | Z z          | ⵣ                           | ز                 | z              | English z in "zoo" |
| 34           | Ẓ ẓ          | ⵥ                           | (ژ)               | zˤ             | Thick English z in "Zorro". Emphatic z |

Буква "О" справді часто зустрічається в правописі туарег-берберських, а іноді і в північно-берберських. У північно-берберській орфографії це зазвичай відповідає букві "U".
В інтересах пандиалектальної розбірливості берберський латинський алфавіт опускає частково фонематичні контрасти, які зустрічаються у деяких різновидах берберської мови (зокрема, кабільська мова та рифський бербер ) між зупинками та фрикативами. 
Фонемна лабіовеляризація приголосних широко поширена у берберських різновидів, але рідко буває мінімальних пар, і вона нестійка (наприклад, ameqqʷran "великий", на айнсійському діалекті в Кабілі, вимовляється амеккран в At Yanni Kabyle-Berber, лише за кілька кілометрів).  Стандарт INALCO використовує діакритичний ⟨°⟩ для лабіовеляризації лише тоді, коли це потрібно для розрізнення слів, наприклад ireggel проти iregg ° el. 
| Північно-берберський латинський лист | Еквівалент Тіфінагу | Еквівалент IPA |
| ------------------------------------ | ------------------- | -------------- |
| Bʷ bʷ / B ° b °                      | ⴱⵯ                  | bʷ             |
| Gʷ gʷ / G ° g °                      | ⴳⵯ                  | ɡʷ             |
| Ɣʷ ɣʷ / Ɣ ° ɣ °                      | ⵖⵯ                  | ɣʷ             |
| Kʷ kʷ / K ° k °                      | ⴽⵯ                  | kʷ             |
| Qʷ qʷ / Q ° q °                      | ⵇⵯ                  | qʷ             |
| Xʷ xʷ / X ° x °                      | ⵅⵯ                  | xʷ             |

Лист ⟨ṛ⟩ використовується для [rˤ] тільки тоді, коли вона контрастує з ⟨r⟩ (наприклад ṛwiɣ «Я задоволений» проти rwiɣ «Я переїхав»). У всіх інших випадках ⟨r⟩ використовується, наприклад, tarakna «килим» (виражений taṛakna). Це пояснюється тим, що [rˤ] часто є алофоном /r/ в середовищі інших підкреслених, і він рідко контрастує з /r/ інакше.  Виняткові випадки інших підкреслених, наприклад [ʊʃˤːæj] "гонча", ігноруються (тобто записуються як uccay ). 

### Звичаї Ріфа-Бербера
У більшості рифських районів (північ Марокко) буква "L" у слові alɣem вимовляється [ařɣem]. "Ř" вимовляється як щось середнє між "L" і "R". 
Ріффіан Берберс вимовляє "LL" (одним словом як yelli, "моя дочка") як "dj" або "ǧǧ" ( yedji ). Залежно від примхи автора, це може бути представлено в письмовій формі як "ll", "dj", одиничне "ǧ" або "ǧǧ".
| Ріффіанський лист | Ріффійське слово | Слово в інших берберських діалектах | значення англійською мовою |
| ----------------- | ---------------- | ----------------------------------- | -------------------------- |
| Ř ř               | uř               | вул                                 | серце                      |
| Ř ř               | aɣyuř            | aɣyul                               | віслюк                     |
| Ř ř               | awař             | awal                                | мовлення / розмова         |
| Ǧ ǧ               | azedjif          | азелліф                             | керівник                   |
| Ǧ ǧ               | єджа             | ієла                                | (він) є / (він) існує      |
| Ǧ ǧ               | ajedjiđ          | віковий вік                         | король                     |
| Č č               | wučma            | weltma                              | моя сестра                 |
| Č č               | thacemřač        | таксемалт                           | блондинка / біла           |
| Č č               | thaɣyuč          | taɣyult                             | самка осла (Дженні)        |

### Місцеве використання Соуса-Бербера
У Сусі (середина півдня Марокко) берберські письменники або рідко використовують нейтральну голосну "е", або використовують її непослідовно. В іншому місці берберського світу нейтральна голосна "е" використовується для представлення нефонемної [ə]. Туарег- Бербер використовує для цього "ə".

### Кабіле-берберські звичаї
У Кабільських -Berber (північно - східний Алжир), то Африкат /t͡s, d͡z/ традиційно нотіровани в протягом більше тридцяти років. Однак ці африкати рідкісні в інших діалектах (за винятком риффійських ) і вони морфологічно зумовлені, тому задля загальної діалектної розбірливості стандарт INALCO їх опускає.  У Kabyle африкат [t͡s] може походити від базового /tt/ або /ss/. У першому випадку INALCO стандартні використовує ⟨tt⟩ і в секунді він використовує ⟨ss⟩ (наприклад yettawi порівняння ifessi що походить від дієслова FSI).
| Характер | Еквівалент INALCO | Еквівалент IRCAM Tifinagh | Еквівалент IPA | Вимова                        |
| -------- | ----------------- | ------------------------- | -------------- | ----------------------------- |
| Ţ ţ      | Тт тт             | ⵜⵙ                        | t͡s             | ts як у "Tsetse fly"          |
| Ţ ţ      | Ss ss             | ⵜⵙ                        | t͡s             | ts як у "Tsetse fly"          |
| Z̧ z̧      | Zz zz             | ⴷⵣ                        | d͡z             | dz / англійське "ds" у wor ds |

Labiovelarization вказується з верхнім індексом букви ⟨ʷ⟩ (приклади: K, G), або з «ступеня знаком»: «°» (приклади: k°, g°), або просто за допомогою букви ⟨w⟩ ⟨ḇ ḏ ǥ ḵ ṯ⟩ може представляти спірантізацію.
В інтернеті, він є загальним для заміни латинізованого грецького епсилон і гамма, ⟨Ɛɛ⟩ і ⟨Ɣɣ⟩ з фактичними грецькими буквами:
- ⟨Σ⟩ грецький великі букви сигм, так як грецький великі букви епсилон «Е» візуально не відрізняються від латинського верхнього регістру E
- ⟨ε⟩ грецька буква епсилон (Unicode U + 03B5)
- грецький великі та малі літери гамма (Unicode U + 0393, U + 03B3)

Серед письменників-берберів, що не належать до кабілів, використовується ряд альтернативних листів:
| Характер | Еквівалент INALCO |
| -------- | ----------------- |
| Â â      | Ɛ ɛ               |
| Ġ ġ      | Ɣ ɣ               |
| Gh gh    | Ɣ ɣ               |
| dj       | Ǧ ǧ               |

### Суперечка
Тривали довгі та запеклі дискусії щодо того, чи використовувати латинський алфавіт, алфавіт Тіфінаґа чи арабський алфавіт як офіційний алфавіт для берберів в Алжирі та Марокко, між берберськими активістами та антиберберськими установами, переважно тими, що мають арабські -Ісламські програми або орієнтації. Активісти берберської громади в переважній більшості віддають перевагу використанню латинського алфавіту, щоб забезпечити швидкий розвиток та розповсюдження берберської мови (тамазігт) у школах, державних закладах та Інтернеті.  Невелика кількість з них віддає перевагу неотифінському алфавіту. Держави Марокко та Алжир, як правило, дистанціюються від написання берберської мови, що базується на латині, побоюючись що це зміцнить позиції берберів проти арабської та французької мов, а отже, призведе до посилення берберської політичної активности. Арабсько-ісламські установи та політичні партії часто відкидають латинський алфавіт як берберський алфавіт з тих самих причин, і зазвичай вони позначають його як інструмент для вестернізації та християнізації берберів.
У 2003 році король Марокко Мохаммед VI схвалив рішення Берберського інституту Королівського інституту амазійської культури (IRCAM) про використання Неотифінагу як єдиного офіційного алфавіту для берберської мови в Марокко. Рішення IRCAM було сприйнято з великим відхиленням серед незалежних берберських активістів, і вони розглядали це як спосіб нейтралізації берберства та запобігання його швидкому розквіту та розвитку.

## Південно-берберський латинський алфавіт (туареги)
Південно-берберський (туарезький) латинський алфавіт складається з 36 літер. В основному це латинські літери з одним символом IPA та однією грецькою буквою.
Голосна О використовується в латинському алфавіті південно-берберських ( туарегів ), але також використовується в деяких (але не у всіх) північно-берберських мовах. Голосна "O" у туарезьких словах здебільшого відповідає "U" у північноберберських словах.
| A | Ă | B | Ḅ | D | Ḍ | Е | Ǝ | F | G | Ɣ | H | Ḥ | Я | J | К | L | Ḷ | М | N | Ŋ | О | Питання | Р. | S | Ṣ | Š | Т | Ṭ | U | W | X | Y | Z | Ж. | Ẓ |   |
| a | ă | b | ḅ | d | ḍ | e | ǝ | f | g | ɣ | h | ḥ | i | j | k | л | ḷ | м | п | ŋ | o | q       | р  | s | ṣ | š | т | ṭ | u | w | х | р | z | ж  | ẓ | ʕ |

Tawellemet і Tamajaq також використовують Ââ Êê F̣f̣ G̣g̣ Îî J̣j̣ Ḳḳ Ṃṃ Ṇṇ Ôô Ṛṛ Ṣṣ Ṣ̌ṣ̌ Ûû Ẉẉ 
| 37-літерний латинський алфавіт для туарегів-берберців (Тамахак), офіційний у Нігері з 1999 року | 37-літерний латинський алфавіт для туарегів-берберців (Тамахак), офіційний у Нігері з 1999 року | 37-літерний латинський алфавіт для туарегів-берберців (Тамахак), офіційний у Нігері з 1999 року | 37-літерний латинський алфавіт для туарегів-берберців (Тамахак), офіційний у Нігері з 1999 року | 37-літерний латинський алфавіт для туарегів-берберців (Тамахак), офіційний у Нігері з 1999 року | 37-літерний латинський алфавіт для туарегів-берберців (Тамахак), офіційний у Нігері з 1999 року | 37-літерний латинський алфавіт для туарегів-берберців (Тамахак), офіційний у Нігері з 1999 року | 37-літерний латинський алфавіт для туарегів-берберців (Тамахак), офіційний у Нігері з 1999 року | 37-літерний латинський алфавіт для туарегів-берберців (Тамахак), офіційний у Нігері з 1999 року | 37-літерний латинський алфавіт для туарегів-берберців (Тамахак), офіційний у Нігері з 1999 року | 37-літерний латинський алфавіт для туарегів-берберців (Тамахак), офіційний у Нігері з 1999 року | 37-літерний латинський алфавіт для туарегів-берберців (Тамахак), офіційний у Нігері з 1999 року | 37-літерний латинський алфавіт для туарегів-берберців (Тамахак), офіційний у Нігері з 1999 року | 37-літерний латинський алфавіт для туарегів-берберців (Тамахак), офіційний у Нігері з 1999 року | 37-літерний латинський алфавіт для туарегів-берберців (Тамахак), офіційний у Нігері з 1999 року | 37-літерний латинський алфавіт для туарегів-берберців (Тамахак), офіційний у Нігері з 1999 року | 37-літерний латинський алфавіт для туарегів-берберців (Тамахак), офіційний у Нігері з 1999 року | 37-літерний латинський алфавіт для туарегів-берберців (Тамахак), офіційний у Нігері з 1999 року | 37-літерний латинський алфавіт для туарегів-берберців (Тамахак), офіційний у Нігері з 1999 року | 37-літерний латинський алфавіт для туарегів-берберців (Тамахак), офіційний у Нігері з 1999 року | 37-літерний латинський алфавіт для туарегів-берберців (Тамахак), офіційний у Нігері з 1999 року | 37-літерний латинський алфавіт для туарегів-берберців (Тамахак), офіційний у Нігері з 1999 року | 37-літерний латинський алфавіт для туарегів-берберців (Тамахак), офіційний у Нігері з 1999 року | 37-літерний латинський алфавіт для туарегів-берберців (Тамахак), офіційний у Нігері з 1999 року | 37-літерний латинський алфавіт для туарегів-берберців (Тамахак), офіційний у Нігері з 1999 року | 37-літерний латинський алфавіт для туарегів-берберців (Тамахак), офіційний у Нігері з 1999 року | 37-літерний латинський алфавіт для туарегів-берберців (Тамахак), офіційний у Нігері з 1999 року | 37-літерний латинський алфавіт для туарегів-берберців (Тамахак), офіційний у Нігері з 1999 року | 37-літерний латинський алфавіт для туарегів-берберців (Тамахак), офіційний у Нігері з 1999 року | 37-літерний латинський алфавіт для туарегів-берберців (Тамахак), офіційний у Нігері з 1999 року | 37-літерний латинський алфавіт для туарегів-берберців (Тамахак), офіційний у Нігері з 1999 року | 37-літерний латинський алфавіт для туарегів-берберців (Тамахак), офіційний у Нігері з 1999 року | 37-літерний латинський алфавіт для туарегів-берберців (Тамахак), офіційний у Нігері з 1999 року | 37-літерний латинський алфавіт для туарегів-берберців (Тамахак), офіційний у Нігері з 1999 року | 37-літерний латинський алфавіт для туарегів-берберців (Тамахак), офіційний у Нігері з 1999 року | 37-літерний латинський алфавіт для туарегів-берберців (Тамахак), офіційний у Нігері з 1999 року | 37-літерний латинський алфавіт для туарегів-берберців (Тамахак), офіційний у Нігері з 1999 року |
| ----------------------------------------------------------------------------------------------- | ----------------------------------------------------------------------------------------------- | ----------------------------------------------------------------------------------------------- | ----------------------------------------------------------------------------------------------- | ----------------------------------------------------------------------------------------------- | ----------------------------------------------------------------------------------------------- | ----------------------------------------------------------------------------------------------- | ----------------------------------------------------------------------------------------------- | ----------------------------------------------------------------------------------------------- | ----------------------------------------------------------------------------------------------- | ----------------------------------------------------------------------------------------------- | ----------------------------------------------------------------------------------------------- | ----------------------------------------------------------------------------------------------- | ----------------------------------------------------------------------------------------------- | ----------------------------------------------------------------------------------------------- | ----------------------------------------------------------------------------------------------- | ----------------------------------------------------------------------------------------------- | ----------------------------------------------------------------------------------------------- | ----------------------------------------------------------------------------------------------- | ----------------------------------------------------------------------------------------------- | ----------------------------------------------------------------------------------------------- | ----------------------------------------------------------------------------------------------- | ----------------------------------------------------------------------------------------------- | ----------------------------------------------------------------------------------------------- | ----------------------------------------------------------------------------------------------- | ----------------------------------------------------------------------------------------------- | ----------------------------------------------------------------------------------------------- | ----------------------------------------------------------------------------------------------- | ----------------------------------------------------------------------------------------------- | ----------------------------------------------------------------------------------------------- | ----------------------------------------------------------------------------------------------- | ----------------------------------------------------------------------------------------------- | ----------------------------------------------------------------------------------------------- | ----------------------------------------------------------------------------------------------- | ----------------------------------------------------------------------------------------------- | ----------------------------------------------------------------------------------------------- | ----------------------------------------------------------------------------------------------- |
| A                                                                                               | Ă                                                                                               | Ǝ                                                                                               | B                                                                                               | C.                                                                                              | D                                                                                               | Ḍ                                                                                               | Е                                                                                               | F                                                                                               | G                                                                                               | Ǧ                                                                                               | H                                                                                               | Я                                                                                               | J                                                                                               | J̌                                                                                               | Ɣ                                                                                               | К                                                                                               | L                                                                                               | Ḷ                                                                                               | М                                                                                               | N                                                                                               | Ŋ                                                                                               | О                                                                                               | P                                                                                               | Питання                                                                                         | Р.                                                                                              | S                                                                                               | Ṣ                                                                                               | Š                                                                                               | Т                                                                                               | Ṭ                                                                                               | U                                                                                               | W                                                                                               | X                                                                                               | Y                                                                                               | Z                                                                                               | Ẓ                                                                                               |
| a                                                                                               | ă                                                                                               | ǝ                                                                                               | b                                                                                               | c                                                                                               | d                                                                                               | ḍ                                                                                               | e                                                                                               | f                                                                                               | g                                                                                               | ǧ                                                                                               | h                                                                                               | i                                                                                               | j                                                                                               | ǰ                                                                                               | ɣ                                                                                               | k                                                                                               | л                                                                                               | ḷ                                                                                               | м                                                                                               | п                                                                                               | ŋ                                                                                               | o                                                                                               | стор                                                                                            | q                                                                                               | р                                                                                               | s                                                                                               | ṣ                                                                                               | š                                                                                               | т                                                                                               | ṭ                                                                                               | u                                                                                               | w                                                                                               | х                                                                                               | р                                                                                               | z                                                                                               | ẓ                                                                                               |

Малійська національна програма з вивчення грамотности DNAFLA запропонувала стандарт для латинського алфавіту, який використовується зі змінами у французькому словнику туарегів Карла Г. Прассе та державній програмі грамотности в Буркіні. У Нігері застосовували дещо іншу систему. Існує також деяка варіація в Тіфінаґі та в арабській мові. 
Система DNAFLA є декількома морфофонетіческой орфографією, що не указует на початкове гласне вкорочення, завжди писати спрямовану частку як ⟨dd⟩ а не вказівка всіх асиміляції (наприклад, ⟨Tămašăɣt⟩ для tămašăq. 
У Буркіна-Фасо емфатики позначаються "зачепленими" буквами, як у Фулі, наприклад ⟨ɗ ƭ⟩.